# Galerie Wide White Space
Wide White Space war der Name einer belgischen Galerie in Antwerpen, die in der kurzen Zeit ihres Bestehens zu einer der führenden Avantgarde-Galerien in Europa wurde und eng mit bekannten Künstlern wie Joseph Beuys und Panamarenko zusammenarbeitete. Sie existierte von 1966 bis 1976 und wurde von Anny de Decker und Bernd Lohaus gegründet und geleitet.

## Geschichte, Bedeutung und Performances
Der aus Düsseldorf stammende Künstler Bernd Lohaus und die Kunsthistorikerin Anny de Decker gründeten 1966 in der Plaatsnijderstraat 1 in Antwerpen die Galerie Wide White Space, um den neuen Künstlern, für die es in den damals herkömmlich-konservativen Museen keine Ausstellungsmöglichkeiten gab, einen Raum zu bieten, wo sie ihre Werke zeigen konnten. Zur Orientierung der Besucher trugen die Einladungen den ironischen Vermerk „Hinter dem Museum“. Die Galerie hatte eine große Anziehungskraft für die neue Kunstszene und gehörte zu den ersten, die Aktivitäten im internationalen Maßstab entwickelt hatten. Wide White Space hatte enge Kontakte zur Gruppe ZERO, suchte in rascher Rotation immer neue avantgardistische Künstler und förderte sie durch die Teilnahme an den aufkommenden Kunstmärkten, so zum Beispiel bei der documenta 4. Bezeichnend war, dass sich Künstler hier darauf „verlegten, ihre Ausstellungen unter Einbeziehung der Galerie selbst als Gesamtkunstwerke zu konzipieren, einschließlich aller damit verbundenen Elemente von der Einladungskarte bis zum Ritual der Vernissage“, wodurch einige einmalige Ereignisse durch die Galerie organisiert wurden. So führte Joseph Beuys am 9. Februar 1968 in der Galerie Wide White Space zum zweiten Mal seine Performance Eurasienstab durch, die er zusammen mit dem dänischen Künstler und Fluxus-Komponisten Henning Christiansen auf den Grundgedanken der Vereinigung westlicher und östlicher Kulturen erstellte. Der Kupferstab und die Filzwinkel wurden der Raumhöhe der Galerie angepasst. Der von Anny de Decker beauftragte Kameramann von Marcel Broodthaers, Paul de Fru, drehte dabei einen Film, dieser wurde 2005 mit einem Begleitbuch vom Joseph Beuys Medien-Archiv als DVD aufgelegt. Für den Stand der Galerie auf den Ausstellungen Prospekt 68 und Prospekt 69 in der Kunsthalle Düsseldorf, schuf Beuys einige Arbeiten, darunter den mit Filz überzogenen Konzertflügel Infiltration homogen für Konzertflügel (1968).

## Bekannte Künstler, die in der Galerie ausstellten
| Jahr    | Künstler |
| ------- | --- |
| 1966    | Marcel Broodthaers, Panamarenko, Bernard Schultze |
| 1967    | Karel Appel, Arman, Joseph Beuys, Christo, Dan Flavin, Lucio Fontana, Winfred Gaul, Gotthard Graubner, Yves Klein, Piero Manzoni, Blinky Palermo, Gerhard Richter, Daniel Spoerri, Antoni Tàpies, Victor Vasarely |
| 1968    | Carl Andre, Victor Brauner, Pol Bury, Henning Christiansen, Reiner Ruthenbeck, Bernar Venet |
| 1969    | Ben d’Armagnac, Richard Artschwager, Daniel Buren, James Lee Byars, Sol LeWitt, Walter De Maria, Bruce Nauman, Lawrence Weiner                                                                                    |
| 1970    | Georg Baselitz, Edward Kienholz, Heinz Mack, Dieter Roth, Jean Tinguely, Günther Uecker, Andy Warhol |
| 1971–76 | Robert Filliou (1971), Arthur Køpcke, A. R. Penck (1972), Richard Long (1973), Niele Toroni, Lothar Baumgarten (1974) u. a.                                                                                       |

## Ausstellungen über die Galerie Wide White Space
- 1994: Palais voor Schone Kunsten (Palais des Beaux-Arts), Brüssel
- 1995: Kunstmuseum Bonn
- 1996: MAC, galeries contemporaines des Musées de Marseille

## Auszeichnungen
- 2012: Art Cologne Preis[5]